# Durreck
Durreck (wł. Cima Dura) to szczyt w grupie Rieserfernergruppe, w Wysokich Taurach w Alpach Wschodnich. Leży w północnych Włoszech, w Południowym Tyrolu. Szczyt ten należy do małej podgrupy nazywanej "Durreckgruppe"; jest jej najwyższym szczytem. Grupkę otaczają doliny: Valle Aurina (Ahrntal) na północnym zachodzie, Valle della Lepre (Hasental) na wschodzie, Valle dei Dossi (Knuttental) na południu oraz Valle di Riva (Reintal).